# Laurier (Washington)
Laurier es un área no incorporada situada en el condado de Ferry en el estado estadounidense de Washington. Se encuentra ubicada en la frontera entre Canadá y Estados Unidos. Fue nombrada así en honor a Wilfrid Laurier, primer ministro de Canadá entre 1896 y 1911.

## Geografía
Laurier se encuentra ubicado en las coordenadas 48°59′56″N 118°13′27″O / 48.99889, -118.22417.